# نیکولای دوبرونراوف
نیکولای نیکولایویچ دوبرونراوف (روسی: Николай Николаевич Добронравов؛ زادهٔ ۲۲ نوامبر ۱۹۲۸) شاعر، ترانه‌سرا، آموزگار اهل اتحاد جماهیر شوروی است. او با همسرش الکساندرا پاخموتووا همکاری می‌کند.
او در سال ۱۹۵۰ از مدرسه هنر تئاتر مسکو، و در سال ۱۹۵۲ از مؤسسه آموزشی شهر مسکو به نام ولادیمیر پوتمکین فارغ‌التحصیل شد.
وی همچنین برندهٔ جوایزی از جمله نشان لیاقت میهن‌پرستی (۲۰۰۳)، نشان پرچم سرخ کار (۱۹۸۴)، و جایزه دولتی اتحاد شوروی (۱۹۸۲) شده‌است.
از جمله فیلم‌هایی که وی در آن به ایفای نقش پرداخته‌است می‌توان به بازگشت واسیلی بورتنیکوف (۱۹۵۳) اشاره کرد.

## گزیده قطعات هنری
- میدونی چه جور آدمی بود؟ [ru]
- امید (ترانه)  [ru]
- چقدر جوان بودیم [ru]
- اصل اینه بچه‌ها، دلتون پیر نشه. [ru]
- تیم جوانان ما [ru]